# Мозирський драматичний театр імені Івана Мележа
Мозирський драматичний театр імені Івана Мележа (біл. Мазырскі драматычны тэатар імя Івана Мележа, рос. Мозырский драматический театр имени Ивана Мележа) — драматичний театр у місті Мозирі Гомельської області, головна театральна сцена міста, значний міський і регіональний осередок культури й мистецтва, включно з районами, потерпілими від аварії на ЧАЕС. Це один з наймолодших театрів Білорусі.
Театр названий на честь білоруського класика Івана Мележа.
Трупа Мозирського драматичного театру імені І. Мележа — одна з наймолодших в республіці і саме молодь, яка плідно працює з досвідченими акторами становить основну частину трупи.

## Загальні дані
Театр міститься у пристосованій історичній будівлі (архітектурна пам'ятка), і розташований за адресою:
вул. Ленінська, буд. 23, м. Мозир—247760 (Гомельська область, Республіка Білорусь).
Головний режисер театру — Роман Циркін, директор театру — Марія Потап'єва.

## З історії театру
Драматичний театр у Мозирі як Мозирський експериментальний театр «Верасень» був створений на початку 1990-х років на базі народного театру, який працював у місті з початку 1950-х років. Довгі роки у тому театрі працював талановитий артист Андрій Лазаровський. Найвищого розквіту Мозирський народний театр досяг за керівництва випускника Московского театрального училища імені Щукіна Михайла Колоса. Народний театр у Мозирі багато разів брав участь і ставав лауреатом Всесоюзних фестивалів і конкурсів. Вистава «Розорене гніздо» за п'єсою Янки Купали в 1967 році була показана на сцені Кремлівського театру.
У 1991 році художнім керівником і директором новоствореного Мозирського драмтеатру став Сергій Клименко. За час його керівництва театр, як ніколи, відповідав своїй назві «експериментальний». «Верасень» осучаснював білоруську класичну драматургію і пробував наблизити конфлікт сучасних білоруських драм до рівня класики. У цей період у театрі втілювали у життя свої постановки майстри сучасної білоруської режисури — М. Трухан, В. Барковський, Н. Дінов, В. Короткевич.
У 1994 році художнім керівником театру став Валерій Лосовський, якому належить ідея дати театру ім'я Народного письменника Білорусі, славетного земляка Івана Мележа.
У 1998 році на посаду директора театру була призначена Марія Потап'єва (чинний директор закладу), яка за нетривалий період спромоглася зробити для театру більше, ніж всі її попередники разом. Завдяки їй здійснено реконструкцію будівлі театру, яка є пам'яткою архітектури. Вона ж у 1999 році запросила молодого режисера Романа Циркіна на посаду головного режисера Мозирського драматичного театру імені І. Мележа. Він спробував провести своєрідну реформу в репертуарній політиці театру. До цього театр виключно звертався до сучасних і класичних п'єс білоруської драматургії. Відтоді репертуар поповнився п'єсами зарубіжних і російських драматургів, класиків і сучасників. Вперше у Білорусі театр здійснив постановку таких п'єс як «Антігона в Нью-Йорку» Я. Гловацького і «Кохання у стилі бароко» Я. Стельмаха.
З листопада 1999 року в Мозирському драматичному театрі ім. І. Мележа режисером-постановником працював Циркін Роман Матвійович, з травня 2001-го року — головний режисер театру.

## Репертуар і діяльність
У діючому репертуарі Мозирського драматичного театру імені Івана Мележа є постановки вітчизняних класиків і зарубіжної драматургії: «Якби Адам не згрішив» В. Голубка і Л. Родевича, «Любов Анни Чорнушки» А. Петрашкевича (за мотивами роману І. Мележа «Люди на болоті»), «Отрута» (за п'єсою Я. Коласа «Антось Лата»), «Трибунал» А. Макайонка, «Біда від ніжного серця» В. Соллогуба, «Одруження» М. Гоголя, «Дерева вмирають стоячи» А. Касони, «Пристрасті під вязамі» Ю. О'Ніла, «Дядя Ваня» А. Чехова, «На всякого мудреця досить простоти» О. Островського, «Павлинка» Я. Купали.
Театр є учасником і лауреатом низки театральних фестивалів, у тому числі й міжнародних.
Заклад співпрацює з Білоруською Державної Академією мистецтв, де підвищують свій професійний рівень актори театри. Декілька спектаклів («Їх четверо» Г. Запольської, «Кохання Ганни Чарнушки» А. Петрашкевича, «Кішка, яка гуляє сама по собі» Р. Кіплінга, «Абрикосовий рай» Є. Ісаєвої, «Білосніжка і сім гномів» Є. Токмакової та О. Табакова, «Павлинка» Я. Купали, Ф. Аляхновича поставив відомий у Білорусі режисер, завідувач кафедри режисури Білоруської державної академії мистецтв Григорій Боровик.